# خرفار كاليفورني
خرفار كاليفورني (الاسم العلمي: Phalaris californica) هو نوع نباتي يتبع جنس الخرفار من فصيلة النجيلية.